# Пінчевський Михайло Якович
Миха́йло Я́кович Пінче́вський (*1 квітня 1894, м. Теленешти, Бессарабія — †24 березня 1955, Київ) — єврейський драматург, казкар, поет, перекладач. Член Національної спілки письменників України. Батько перекладача Мара Михайловича Пінчевського.
Михайло Якович Пінчевський народився 1 квітня 1894 року в м. Теленешти (рум. Teleneşti), у Бессарабії в сім'ї дрібного крамаря. Навчався в єврейській релігійній школі (хедері).
1913 року покинув отчий дім, відмовившись отримувати освіту в Одеській єшиві, — найкращому навчальному закладі регіону, — і подався в далекі мандри, найнявшись юнгою на корабель в одеському порту. Побував у Чилі, Бразилії, Уругваї й нарешті опинився в Аргентині, де працював чорноробом, гаучо, кочегаром на пароплаві, вчителем. У цю пору почав писати вірші рідною мовою — ідиш, і видав першу збірку.
У пошуках кращої долі 1924 року повернувся в рідне містечко, а згодом перебрався до Радянського Союзу.

## Творчість
Деякий час жив у Москві, а з 1928 року — в Харкові, де співробітничав у єврейських газетах і видав кілька поетичних збірок. 1934 р. Михайло Пінчевський переїхав до Києва, де вступив до літературної організації ВУСПП.
Член СП СРСР з 1934 року.
Крім поезій, створив кілька п'єс, поставлених на багатьох сценах країни, писав казки для дітей.

## Твори
Поема
- «Бессарабія» (1929)

Поетичні збірки
- «Чотири поеми» (1930)
- «Пісні дня» (1932)
- «Від весни до весни» (1934)
- «Поезії» (1936)
- «Вибрані пісні, поеми і казки» (1940)

П'єси
- «Биті карти» (1930)
- «Ельдорадо» (1936)
- «Блазень» (1940)
- «Я живу» (1942)
- «Виженіть біса» (1946)

У жовтні 1938 року був заарештований як «агент іноземної розвідки». Під час слідства, як водиться, із застосуванням незаконних методів ведення Михайло Пінчевський неодноразово оголошував голодування і відмовлявся підписувати протоколи допитів. 1939 р. його звільнили за відсутністю складу злочину.
Однак 22 липня 1951 року він знову опиняється за ґратами. Йшла «боротьба з космополітизмом», і цього разу його звинуватили в націоналістичній діяльності та антирадянській агітації. Як «доказ» були використані, зокрема, деякі рядки, довільно вирвані з його творів. Письменник знову оголосив голодування і зажадав відправити його скарги безпосередньо Сталіну чи Берії. Три місяці його годували силоміць. І все ж Особлива нарада засуджує Пінчевського до 10 років виправно-трудового табору суворого режиму. Перебуваючи в таборі, він постійно надсилав скарги в різні інстанції.
На початку 1954 р. Колегія Верховного Суду СРСР скасувала вирок Особливої наради за відсутністю в діях Михайла Пінчевського складу злочину.
Похований на Байковому цвинтарі у Києві.